# Synchlora tumefacta
Synchlora tumefacta är en fjärilsart som beskrevs av Louis Beethoven Prout 1910. Synchlora tumefacta ingår i släktet Synchlora och familjen mätare. Inga underarter finns listade i Catalogue of Life.